# Aneflomorpha aculeata
Aneflomorpha aculeata là một loài bọ cánh cứng trong họ Cerambycidae.